# Степанов, Вячеслав Владимирович
Вячесла́в Влади́мирович Степа́нов (род. 22 сентября 1946, Ленинград) — советский и российский тренер по лёгкой атлетике, специалист по спринту и барьерному бегу. Подготовил ряд титулованных спортсменов международного уровня, в том числе трёхкратную рекордсменку мира М. Степанову. Преподаватель Государственного института физической культуры имени П. Ф. Лесгафта. Кандидат педагогических наук. Заслуженный тренер СССР.

## Биография
Вячеслав Степанов родился 22 сентября 1946 года в Ленинграде.
Начал заниматься лёгкой атлетикой в 1958 году в возрасте 12 лет в Детской спортивной школе Дворца пионеров. Первое время проходил подготовку под руководством тренера В. Ф. Васильева, позднее был подопечным Я. П. Сидорова. Выступал за добровольные спортивные общества «Буревестник» и «Труд».
В 1967 и 1968 годах дважды выигрывал всесоюзный конкурс «Знаете ли Вы лёгкую атлетику», в 1969 году одержал победу на чемпионате Ленинграда среди студентов в эстафете 4 × 400 метров.
Окончил Ленинградский кораблестроительный институт (1971) и аспирантуру Государственного института физической культуры имени П. Ф. Лесгафта (1976), где учился на кафедре биомеханики.
Окончив Университет Лесгафта, остался работать здесь преподавателем, в течение 10 лет занимал должность заместителя заведующего кафедры лёгкой атлетики. Читал лекции в Высшей школе тренеров, Региональном центре развития ИААФ в Москве. Участвовал в работе Комплексной научной группы по спринтерскому и барьерному бегу при подготовке сборной страны к Олимпийским играм 1980 года, в научных экспериментах совместной группы учёных-биомехаников СССР и ГДР. Автор более 100 публикаций по технике и методике бега, подготовки специалистов, истории лёгкой атлетики. Кандидат педагогических наук (1978). Доцент (1997). Профессор (1999).
Проявил себя на тренерском поприще, в 1980-е годы тренировал свою жену Марину Степанову (Макееву), рекордсменку мира, чемпионку Европы, победительницу Игр доброй воли и международного турнира «Дружба-84». Также среди его воспитанников чемпион СССР, СНГ и России Александр Багаев, чемпион России Роман Рославцев и др. В период 1984—1995 годов шестеро его учеников в общей сложности выиграли 14 золотых медалей на чемпионатах СССР и России.
В 1986 году наравне с А. П. Бондарчуком и В. А. Петровым признан лучшим тренером СССР по лёгкой атлетике. В 1987—1990 годах являлся старшим тренером сборной СССР по 400-метровому барьерному бегу.
Заслуженный тренер РСФСР (1984). Заслуженный тренер СССР (1987).
Награждён медалью «В память 300-летия Санкт-Петербурга», почётными знаками «Отличник
физической культуры и спорта» и «За заслуги в развитии физической культуры и спорта Санкт-Петербурга».